# Campylanthus hubaishanii
Campylanthus hubaishanii är en grobladsväxtart som beskrevs av Norbert Kilian och P.Hein. Campylanthus hubaishanii ingår i släktet Campylanthus och familjen grobladsväxter. Inga underarter finns listade i Catalogue of Life.